# Glorious Revolution
The Glorious Revolution eller "den glorværdige revolution" 1688-89 var resultatet af og kulminationen på en årelang magtkamp mellem kongen og parlamentet i England. I 1653 havde Oliver Cromwell i kølvandet på den engelske borgerkrig som The Lord Protector (rigsforstander) opløst parlamentet og til sin død i 1658 regeret med diktatorisk myndighed. Herefter fulgte genindsættelsen af Slægten Stuart med Karl 2., men magtfordelingen mellem parlament og konge var stadig uafklaret. Jakob 2.s tronbestigelse efter Karl 2.s død i 1685 fandt dog sted under rolige forhold,selv om mange frygtede, at katolikkerne ville få for stor magt i England (Jakob var under et ophold i Frankrig konverteret til katolicismen). Oppositionen mod Jakob 2. voksede hurtigt i styrke, men da han var aldrende og ingen sønner havde, regnede man med, at den katolske monark ville blive en kortvarig parentes. I 1688 fik hans kone dog en søn, og samtidig blandede kongen sig i religionsspørgsmål. En gruppe ledende adelige henvendte sig nu til Vilhelm af Oranien, og denne gik den 5. november 1688 i land med en hær ved Torbay på Englands sydkyst og marcherede mod London. Jakob 2. flygtede til Frankrig, og Vilhelm og Maria kunne af parlamentet hyldes som konge og dronning, efter at de havde accepteret Bill of Rights, som fastslog parlamentets magt (bl.a. indgik der i rettighedserklæringen et forbud mod en stående hær , og mod beskatning uden at parlamentet var hørt). Kongens magt var hermed blevet betydeligt begrænset.